# Independencia kommun, Chile
Independencia är en kommun i Chile.   Den ligger i provinsen Provincia de Santiago och regionen Región Metropolitana de Santiago. Independencia utgör en del av innerstaden i Santiago de Chile och är en av stadens äldsta delar. Antalet invånare är 65 479. Arean är 7,4 kvadratkilometer. Independencia är huvudsakligen ett urbant bostadsområde som till lika delar består av medelklass (samtliga inkomststrata) och arbetarklass. I kommunen ligger också Universidad de Chiles universitetssjukhus José Joaquín Aguirre, populärt känt som "J.J. Aguirre".
De politiska vänsterpartierna är starka i Independencia. Borgmästare är Gonzalo Durán Baronts från Chiles socialistiska parti (PS). Valkretsen representeras i Nationalkongressen bland annat av Karol Cariola, tidigare ordförande för Chilenska kommunistpartiets ungdomsförbund (Juventudes Comunistas de Chile).  
Skådespelaren Ariel Mateluna, känd från filmen Machuca (2004), är född i Independencia.
Runt Independencia är det i huvudsak tätbebyggt. Runt Independencia är det mycket tätbefolkat, med 3 757 invånare per kvadratkilometer.